# 元津事件
| 年     | 月日                          | 事柄 |
| ------ | ----------------------------- | --- |
| 1974年 | 9月8日21時30分-9月9日17時20分 | 元津事件発生。 |
|        | 9月12日                       | 橋本哲朗以下10名が逮捕監禁・傷害罪で解同南但支部連絡協議会会長ら4名を刑事告訴。 |
|        | 10月20日18時頃-10月26日12時頃 | 橋本哲朗宅包囲事件発生。 |
|        | 10月23日                      | 上掲の包囲事件を受け、神戸地裁豊岡支部にて、橋本哲朗を債権者、解同兵庫県連沢支部長を債務者とする仮処分決定が出る。橋本家への嫌がらせをやめるようにとの内容。 |
|        | 10月24日                      | 橋本哲朗が不法監禁・暴力行為等処罰ニ関スル法律違反で解同兵庫県連沢支部長ら2名を刑事告訴。 |
|        | 10月24日11時頃-11時30分頃     | 橋本哲朗支援のデモ隊に対する集団暴行事件発生。のち傷害・器物損壊等で支援者ら3名が氏名不詳の数十名を刑事告訴。 |
|        | 10月25日9時-15時              | 生野駅・南真弓公民館事件発生。 |
|        | 10月25日15時30分-16時10分頃   | 弁護士を含む10名が橋本宅を調査目的で訪問。このとき、乗用車で帰ろうとした一行が解同兵庫県連沢支部長ら約100名に取り囲まれ、罵声を浴びせられ、不法に監禁される。同日、解同兵庫県連沢支部長らが逮捕監禁・往来妨害・暴力行為等処罰ニ関スル法律違反で刑事告訴される。 |
|        | 10月26日                      | 生野駅・南真弓公民館事件について21名が逮捕監禁・傷害・暴力行為等処罰ニ関スル法律違反で刑事告訴を行う。被告訴人は氏名不詳者を含む50-60名。 |
|        | 10月26日8時-9時               | 新井駅事件・青倉駅前事件発生。竹田駅前でも暴行傷害事件発生。同日、氏名不詳者を含む解同兵庫県連沢支部長ら数十名が傷害・暴力行為等処罰ニ関スル法律違反で刑事告訴される。                                                                                          |
|        | 10月26日8時20分頃             | 氏名不詳者を含む解同員約60名が朝来郡和田山町の共産党町議宅を襲撃し、暴行傷害事件を起こす。このとき、町議の支援者の男性（47歳）が肋骨骨折3ヶ所、脊髄損傷、大腿骨にヒビが入る大ケガをして、網膜剥離で全盲となった。                                               |
|        | 10月27日10時30分頃            | 生野町の役場付近で、車両を連ねて進行中の23名らを解同員約120名が取り囲み、暴行傷害事件を起こす。 |
|        | 10月30日                      | 共産党町議が解同員16名を傷害・暴力行為等処罪ニ関スル法律違反で刑事告訴。 |
|        | 11月2日                       | 生野町の役場付近の事件につき、氏名不詳者多数が暴力行為等処罰ニ関スル法律・傷害・監禁で刑事告訴される。 |
|        | 11月8日                       | 参議院地方行政委員会にて、内藤功（日本共産党）が上記の一連の事件に対する警察の捜査の遅さを批判。早く強制捜査に踏み切らないと犯人たちを増長させることになると警告。                                                                                              |
|        | 11月18日                      | 兵庫県知事の坂井時忠（兵庫県警本部長出身）が八鹿高校を訪れ、解同兵庫県連沢支部長を激励し、握手を交わす。 |
|        | 11月22日                      | 八鹿高校事件発生。 |

元津事件（もとつじけん）は、1974年9月8日から同年9月9日にかけて兵庫県朝来郡朝来町（現在の朝来市）岩津（通称元津）の路上で部落解放同盟員の集団が日本共産党の幹部たちを監禁し、暴行・脅迫を加えた事件。朝来事件とも呼ばれる。

事件が発生した兵庫県朝来郡朝来町（現・朝来市）の位置。
1976年撮影の3枚を合成作成。。

## 経緯

### 元津事件
兵庫県南但馬地方（養父郡、朝来郡）には22箇所（人口約6000人）の被差別部落があったが、1973年7月、部落解放同盟南但馬支部連絡協議会（略称「南但支連協」）が結成され、各部落に部落解放同盟の支部が置かれ、さらに1973年10月、南但支連協青年部が発足した。1973年10月28日、部落解放同盟兵庫県連合会沢支部長のMが部落解放同盟南但馬青年行動隊を結成し、隊長となった。
1974年1月頃、兵庫県職員が子息に送った手紙の内容が部落差別的であると糾弾され、1974年1月下旬頃、この事件に対する糾弾闘争本部が設置された。その闘争委員会の委員長が、のちに八鹿高校事件の主犯となったMであった。これ以来、同地方では差別事件の摘発やそれを梃子にした行政闘争などが活発化した。
部落解放同盟の肝煎りによる部落解放研究会（解放研）が朝来中学校・和田山中学校・和田山商業高等学校（現・兵庫県立和田山高等学校）などに置かれる中、日本共産党員の橋本哲朗（兵庫県教職員組合（兵教組）朝来支部長、後・朝来町長）は
1. 確認・糾弾会は部落解放同盟による思想統制を招くもので許されない。
2. 確認・糾弾会は教師の人格の尊厳を侵す方法で行われている。

との理由で解放研の設置に反対し、部落解放同盟の確認会等に出席しないよう教員たちに呼びかけ、部落解放同盟に批判的な日本共産党系の部落問題研究者を講演に呼ぶなどの活動を行った。
1974年の7月から8月にかけて、朝来中学校で部落解放同盟員や解放研生徒による、同校教諭への確認・糾弾会が開かれた。これに対し橋本は、八鹿高校教諭で日本共産党員の片山正敏（高等学校教職員組合但馬支部支部長）や日本共産党町議会議員の支援のもとに"部落解放運動の統一と刷新をはかる日高有志連合"（国民融合全国会議の前身）名義によるビラを作成し、兵教組朝来支部組合員や朝来郡内の一般世帯に配布した。ビラの内容は、朝来中学校の確認・糾弾会について部落解放同盟を批判するもので、「この世の生き地獄『教師をリンチする朝来中学校内確認会』県連行動隊直轄下におかれた朝来中学校の実態は…」「くりひろげられる地獄絵図」「教師を恐怖のどん底におとしいれ…」などの文言が使用されていた。
部落解放同盟はこのような共産党や橋本らの行動に反発を強め、ビラの配布や新聞折込を妨害し、｢橋本哲朗糾弾闘争｣を開始した。ただし、ビラ配布は糾弾の単なるきっかけに過ぎず、部落解放同盟がビラ配布以前から橋本糾弾を考えていたことは大阪高裁でも認定されている。
1974年9月9日、部落解放同盟員40人～50人が兵庫県朝来郡朝来町の路上で橋本など部落解放同盟に批判的な10名を取り囲み、約10時間にわたり「割り木で殴り殺したろか」「大根みたいに切り刻んでやろか」「差別者、糾弾する」「ビラ撒いたやろ」「1日で済む思ったら大間違いだ。1週間でも10日でもやってやる」などと怒号し、なおかつ左足を踏みつける・足を蹴る・小突くなどの暴力をふるい、同人らを不法に監禁した。事件後も橋本には耳鳴りや難聴などの障害が残った。この事件は第一次朝来事件とも呼ばれる。

### 橋本哲朗宅・木下元二議員包囲事件
さらに部落解放同盟員らは、1974年10月20日から朝来町の橋本宅の近所にテントを張り、「橋本哲朗糾弾闘争本部」の看板を掲げて「お前を殺して部落が解放されるんだ」などとマイクでアジテーションを行っていたが、10月22日になるとさらにエスカレートし、10月26日まで最盛時は連日500名～2000名で橋本宅を取り囲み、ハンドマイクや肉声で「橋本糾弾」「橋本出て来い」「お前は完全に包囲されている。今すぐ出てきなさい。わしらを怒らせたら怖いぞ」「子供が可愛くないのか」「最後の最後まで闘うぞ」「橋本よ、差別者よ、おまえのようなやつは今度生まれるときは犬に生まれ、犬でも赤犬ではなくせめて白犬に生まれ」「きさまはいいけれども、きさまの子供はこの先どのようにして生きるか。犬畜生。学校に行って子供はどのように言われているか、知っているか」などと怒号し、ほぼ昼夜を分かたず、アジ演説、シュプレヒコール、解放歌の合唱などを繰り返し、罵声を浴びせ、橋本宅に夜通し照明灯を照射し、焚き火を燃やし、橋本を延べ5日間、90時間以上にわたり不法に監禁した。このとき、部落解放同盟と共闘関係にある自治労や兵教組、県の出先機関、婦人会、社会党県議、校長に引率された解放研の中学生らも橋本一家への嫌がらせに加勢し、「橋本、クソアホー」などとマイクで罵っている。このほか、橋本宅に浴びせられた言葉には以下のものがある。
橋本の89歳の老母に対しては、次の言葉が浴びせられた。
また、10月22日、橋本宅を訪れた木下元二（衆院議員、日本共産党）たちが自動車で退出しようとしたのを認めるや、部落解放同盟員らがこの自動車後方の溝蓋の上に寝転び「お前たちが車をバックさせたら殺人者として法廷に出んならんことは明らかだ。お前たちの車がちょっとでも動いてみろ、殺人者だ」などと怒号し、この自動車の発進を不可能ならしめ、木下らを橋本宅に引きこもることを余儀なくさせた上、橋本宅を多数の部落解放同盟員で取り囲み、マイクで「差別者集団日本共産党宮本一派よ、お前たちは階級の裏切り者、階級の敵である」などと怒号し、「日本共産党糾弾」「部落解放同盟は闘うぞ」「最後の最後まで闘うぞ」などとシュプレヒコールを繰り返し、約4時間30分にわたり同人たちを不法に監禁した。監禁中、橋本一家は朝から戸や窓を閉め切り、カーテンを引き、夜も電灯を消して屋内を暗くする生活を余儀なくされ、家族全員が不眠症となり、事件後もPTSDで心身の健康を害したと認定された。この事件は第二次朝来事件とも呼ばれる。

### 刑事告訴
この後、橋本ら10名が解放同盟南但青年行動隊幹部らを神戸地方裁判所に刑事告訴した。さらに、12名が解放同盟南但青年行動隊幹部ら3名に損害賠償を請求し、神戸地方裁判所豊岡支部に民事訴訟を起こした。
橋本宅包囲のさなか、部落解放同盟兵庫県連合会沢支部長のMは「われわれは国家権力は何らおそれない、この事態に対して責任はおれが負う」と豪語していたが、後には町の中を歩いて「ああいうようにおれが言ったということは警察が来たら言わなんでくれ、これはそれぞれがやったことにしておいてくれ」と頼んで回り、証拠隠滅を図っていたとも指摘されている。
この時期、南但馬の「行政確認会」では部落解放同盟と町長の間で
とのやり取りもあったという。

## 兵教組朝来支部執行体制の刷新
一連の事件の発生後、兵教組朝来支部内では、橋本ら執行部が解放同盟と敵対する方針をとり続けたことに対して組合員からの批判が高まり、事実上支部長を更迭され、支部執行体制が刷新され、同支部は兵教組本部の「部落解放同盟と協力して自主的、民主的な同和教育を進める」方針を支持する姿勢に転換した。

## 刑事判決
八鹿高校事件その他一連の集団暴力事件の公判と併合され、審理された。
1983年12月14日、神戸地方裁判所は、橋本らが配布したビラについて、「『この世の生き地獄』等の記載は解放同盟に対する批判の域を出て、それに対する恐怖心をいたずらに起こさせ、ひいては被差別部落出身者に対する差別意識を助長するもの」と述べ、「橋本の行動は適切を欠く」と認定しながらも、解放同盟の抗議行動には行き過ぎがあり可罰的違法性を認定できると判断した。その結果被告人13名全員に懲役3年（執行猶予4年）から懲役6月（執行猶予2年）の有罪判決が下った（この間、被告人1名が死亡）。1988年3月29日、大阪高等裁判所にて検事・被告人双方からの控訴棄却。1990年11月28日、最高裁判所にて被告人からの上告棄却。被告人全員の執行猶予付き有罪が確定した。

## 民事判決
1985年10月30日、被告4人に総額約376万円の支払いを命じる内容の一審判決が出た。被告は大阪高等裁判所に控訴したが、1990年3月22日に棄却となった。1992年7月14日、最高裁判所は上告を棄却し、元利合計約680万円の支払いを被告に命じた。

## 関連
- 日本共産党
- 西宮事件 - 元津事件や八鹿高校事件の伏線となった事件